# Mugby Junction
Mugby Junction è una raccolta di racconti brevi scritti nel 1866 da Charles Dickens e dai suoi collaboratori Charles Collins, Amelia B. Edwards, Andrew Halliday, e Hesba Stretton.
La raccolta venne pubblicata per la prima volta all'interno dell'edizione natalizia della rivista All the Year Round. Dickens scrisse la maggior parte dei racconti, incluso il frammento narrativo nel quale "il gentiluomo dal nulla", passata gran parte della sua vita in clausura nella ditta Barbox Brothers & Co., fa uso della propria nuova libertà acquisita andando in pensione, esplorando la linea ferroviaria che collega Mugby Junction. I collaboratori di Dickens contribuirono ognuno individualmente con la stesura di un racconto alla raccolta.

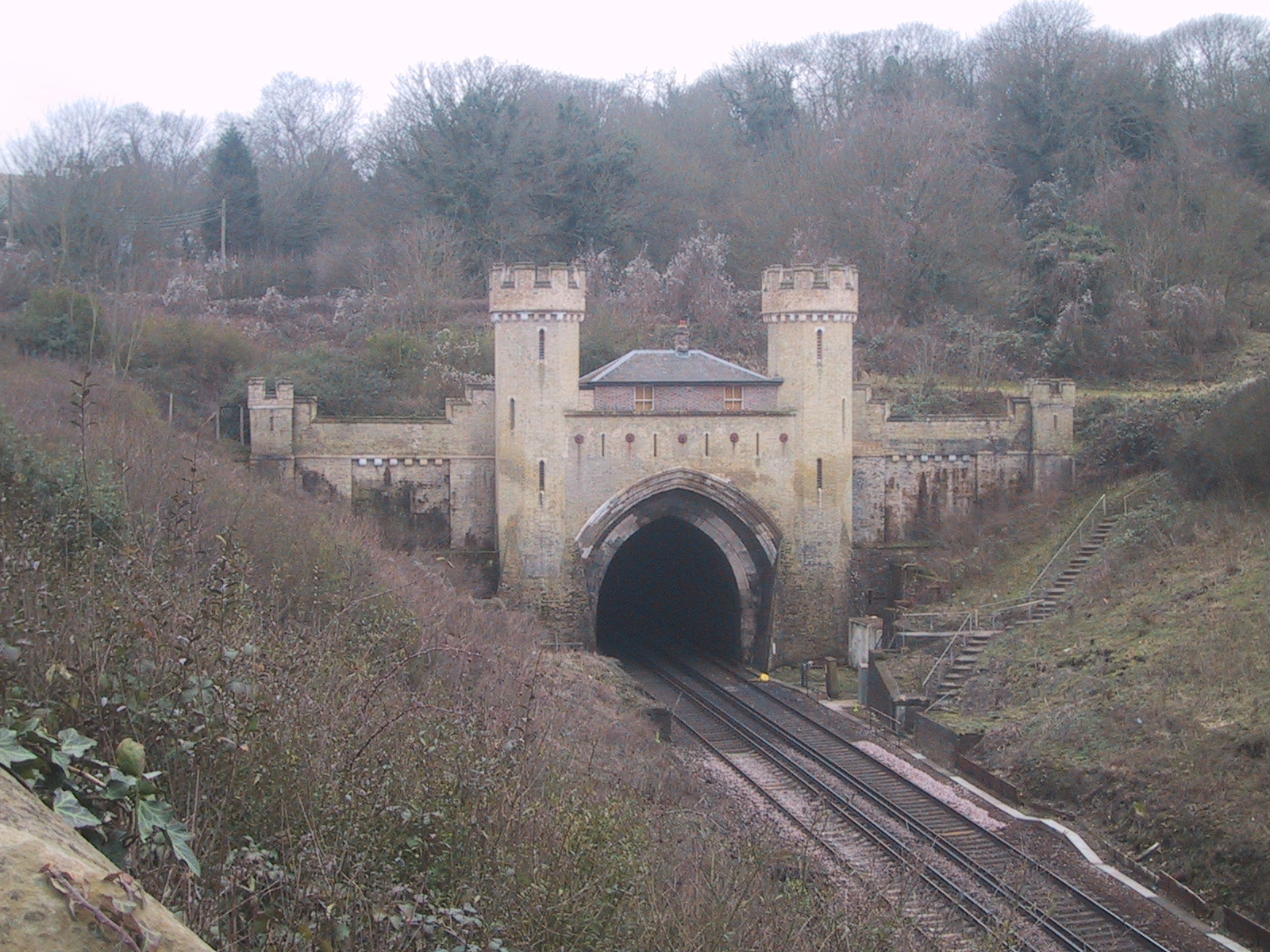
L'entrata al tunnel di Clayton vicino Brighton, visto da nord.

La raccolta comprende la celebre storia di fantasmi Il segnalatore (The Signal-Man) che vede la presenza di uno spettro vicino all'imbocco di un tunnel. "L'uomo dei segnali" del titolo racconta la storia di un fantasma che lo perseguita. Ogni apparizione spettrale precede, ed è foriera di, un tragico evento sulla tratta ferroviaria dove lavora l'uomo. Il lavoro del segnalatore si svolge nelle vicinanze di una profonda galleria che sbocca su una linea isolata, da dove egli controlla il passaggio dei vari treni. Quando si verifica un pericolo, il suo collega lo avverte via telegrafo per dare l'allarme. Per tre volte, egli riceve l'avvertimento da parte dello spettro di un pericolo imminente attraverso il suono di una campana che solo lui può udire. Ogni avvertimento è seguito dall'apparizione del fantasma, e infine da un terribile incidente.
Il primo incidente coinvolge due treni che si scontrano violentemente l'uno con l'altro all'interno della galleria. È risaputo che Dickens basò l'incidente sul reale disastro ferroviario del Clayton Tunnel avvenuto nel 1861, cinque anni prima della stesura del racconto. I lettori del 1866 avevano ancora ben chiaro in mente il ricordo di questo grande disastro. Il secondo avvertimento indica la misteriosa morte di una giovane donna su un treno di passaggio. L'avvertimento finale, è la premonizione della morte dello stesso segnalatore.
Un altro racconto tratta di un episodio autobiografico accaduto a Dickens alla stazione ferroviaria di Rugby nel Warwickshire. Una delle storie satireggia i punti di ristoro, dove l'autore venne umiliato dal proprietario di uno di questi, quando, avendo ordinato una tazza di caffè, si vide negare la zuccheriera fino al pagamento, chiaramente non essendo stato riconosciuto come il celebre scrittore che era.